# Hermonthis
Hermonthis, actuellement Erment, أرمنت en arabe, est une ville de Haute-Égypte, dont l'étymologie est clairement associée au dieu Montou. Elle était nommée par plusieurs noms pendant l'antiquité égyptienne,.
Il y a encore les ruines d'un temple de cette divinité qui peuvent y être visitées.

## Histoire
| O28 | N35 · Z4 | O49 |

| O28 | N35 · Z4 | O49 |

| O28 | W24 · O49 | Y5 · N35 · V13 | X1 · O49 |

| O28 | W24 · O49 | Y5 · N35 · V13 | X1 · O49 |

| O28 | W24 · O49 | M27 | X1 · O49 |

| O28 | W24 · O49 | M27 | X1 · O49 |

| O28 | S1 | X1 · O49 |

| O28 | S1 | X1 · O49 |

Au Nouvel Empire Hermonthis devient une des cités satellites de Thèbes formant avec Tôd et Médamoud un axe de sanctuaires dédiés à Montou, dieu guerrier, protecteur de la royauté et de la ville d'Amon.
À la fin du XVIIIe siècle existait encore un édifice visité par les savants de la Commission d'Égypte qui en firent les premiers relevés, ainsi que des vues particulièrement pittoresques des vestiges des colonnades. Jean-François Champollion le visita à son tour en novembre 1828 et pu l'identifier comme étant un mammisi, dédié par Cléopâtre VII Philopator pour célébrer la naissance de Ptolémée XV Césarion. Quelques daguerréotypes purent être pris avant que le temple ne soit détruit vers le milieu du XIXe siècle pour bâtir une sucrerie. Son emplacement approximatif est recouvert par le tissu urbain de l'Erment moderne. D’après le plan de la Commission, l'axe de ce « temple de la naissance » était perpendiculaire à celui du temple de Montou, invisible alors et dont les vestiges arasés furent dégagés plus tard. Le mammisi faisait donc partie d'un ensemble de bâtiments secondaires au sein de son enceinte, comme à Dendérah. Un lac sacré y était encore décelable avant l'urbanisation de la zone.
Le culte de Montou possédait une hypostase vivante incarnée dans le taureau Boucchis qui reçut un culte jusque sous les derniers Ptolémées.
Les fouilles actuellement réalisées sont dirigées par Christophe Thiers. Ce dernier a reçu le Prix Clio pour la recherche archéologique en 2007 au titre de ses travaux à Erment sur le chantier du temple de Montou – contemporain du règne de Ptolémée XII Néos Dionysos –.